# (30079) 2000 EP104
2000 إي بي 104 (ويعرف أيضًا باسم (30079) 2000 إي بي 104 وفق تسمية الكوكب الصغير) (بالإنجليزية: 2000 EP104)‏ هو كويكب ضمن حزام الكويكبات؛ وترتيبه 30079 من حيث الاكتشاف.
اكتُشف هذا الجُرم الفلكي بواسطة جون بروفتون في 15 مارس 2000.

## وصلات خارجية
- (30079) 2000 EP104 في قاعدة بيانات مختبر الدفع النفاث لأجرام النظام الشمسي الصغيرة

- الاكتشاف · مخطط المدار ·  العناصر المدارية · المعلمات المادية

- (30079) 2000 EP104 على موقع ويكي سكاي: DSS2, SDSS, GALEX, IRAS, Hydrogen α, X-Ray, Astrophoto, Sky Map, Articles and images